# Rob Kerkovich
Rob Kerkovich, né le 11 août 1979 à Springfield (Massachusetts), est un acteur américain.

## Filmographie

### Télévision
- 2014-2021 : NCIS Nouvelle-Orléans